# Клей (окръг, Западна Вирджиния)
Вижте пояснителната страница за други населени места с името Клей.
Окръг Клей (на английски: Clay County) е окръг в щата Западна Вирджиния, Съединени американски щати. Площта му е 891 km², а населението – 9297 души (2012). Административен център е град Клей.